# Кошуков, Вениамин Борисович
Вениами́н Бори́сович Кошуко́в (1922—1944) — лейтенант Рабоче-крестьянской Красной Армии, участник Великой Отечественной войны, Герой Советского Союза (1944).

## Биография
Вениамин Кошуков родился 11 сентября 1922 года в селе Ильинка (ныне — Казанский район Тюменской области).
С 1928 года проживал в городе Петропавловске Казахской ССР, окончил там восемь классов школы. Учился в Петропавловском химико-технологическом техникуме. В 1940 году Кошуков был призван на службу в Рабоче-крестьянскую Красную Армию. В 1942 году он окончил Чкаловскую военную авиационную школу лётчиков. С сентября того же года — на фронтах Великой Отечественной войны. Принимал участие в боях на Закавказском и Северо-Кавказском фронтах, в составе Приморской армии.
К январю 1944 года лейтенант Вениамин Кошуков был заместителем командира эскадрильи 622-го штурмового авиаполка, 214-й штурмовой авиадивизии, 4-й воздушной армии. К тому времени он совершил 120 боевых вылетов на штурмовку скоплений боевой техники и живой силы противника, его важных объектов, нанеся ему большие потери, а также на сброс десантам на Керченском полуострове продовольствия и боеприпасов.
Указом Президиума Верховного Совета СССР от 13 апреля 1944 года за «мужество и героизм, проявленные при нанесении штурмовых ударов по живой силе и технике противника» лейтенант Вениамин Кошуков был удостоен высокого звания Героя Советского Союза с вручением ордена Ленина и медали «Золотая Звезда» за номером 3656.
19 июля 1944 года самолёт Кошукова был сбит в районе посёлка Галены Прейльского района Латвийской ССР. При падении Кошуков и воздушный стрелок сержант Велеев Георгий Кириллович погибли. Похоронены на Братском кладбище в Галенах.
Был также награждён орденами Красного Знамени и Красной Звезды.

## Память
В честь Кошукова были названы улицы в Петропавловске, селе Казанское Казанского района Тюменской области и Прейли (после распада СССР переименована).